# 杜布諾
杜布諾（羅馬化：Dubno）是乌克兰西北部羅夫諾州杜布諾區杜布諾市鎮内的城市，为该区及该市镇的行政中心（该市在2020年7月18日前为该州的州辖市，并不在该区的管辖范围内），市镇的范围与城市的范围相同。該市面積28平方公里，海拔高度255米，2022年人口数量为36,901人。第二次世界大戰期間，納粹德國在1941年6月至1944年佔領該市。

## 图集

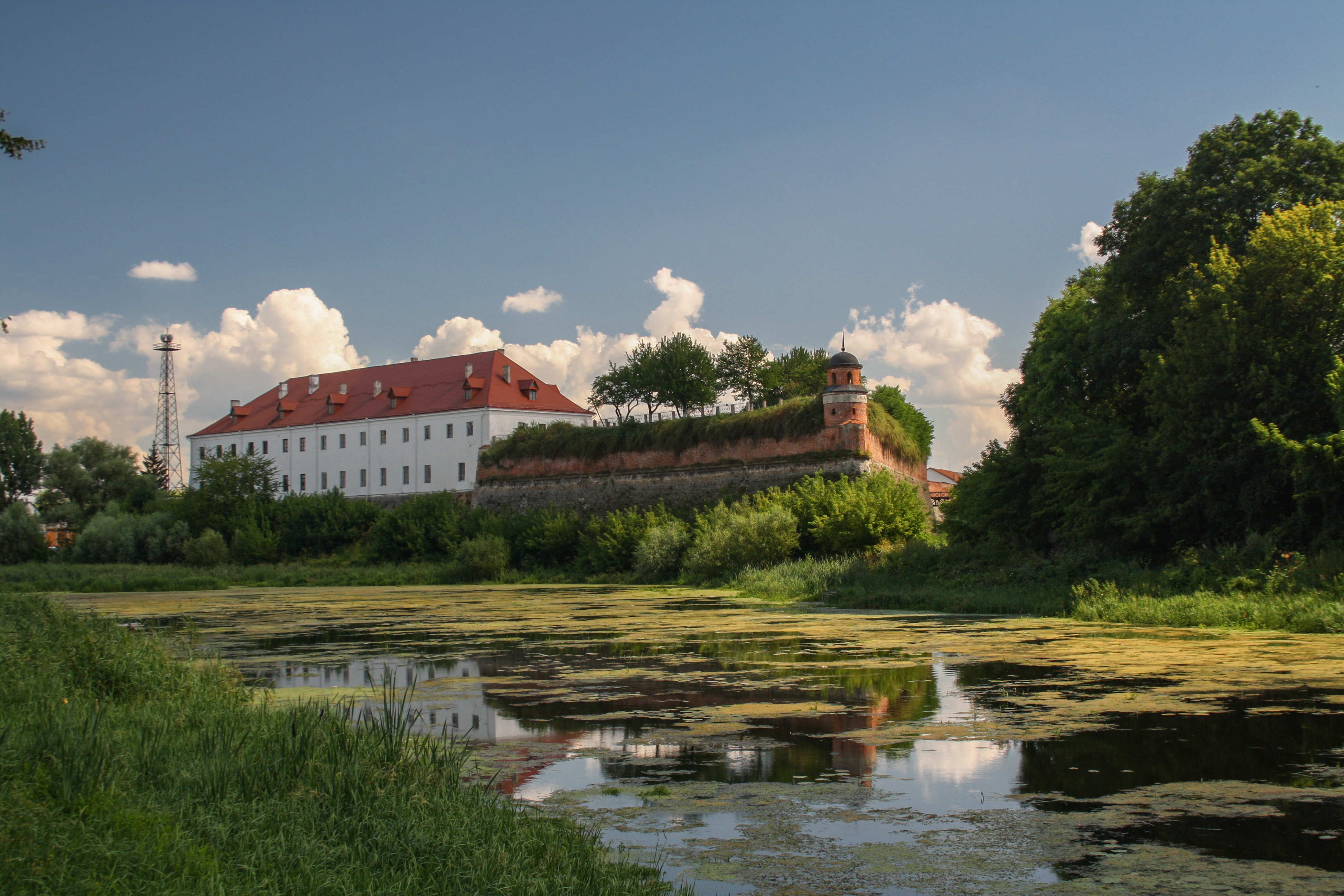
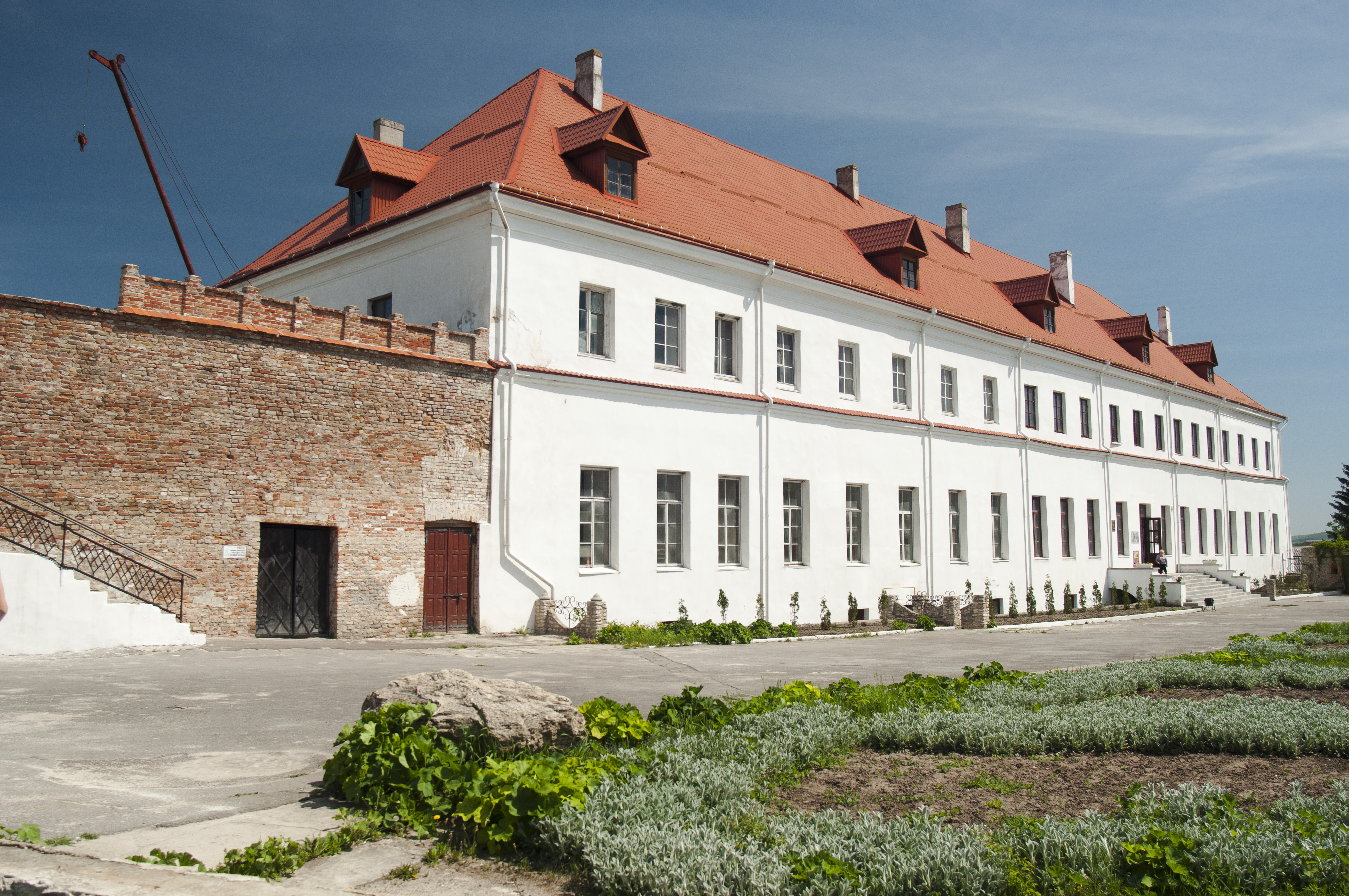
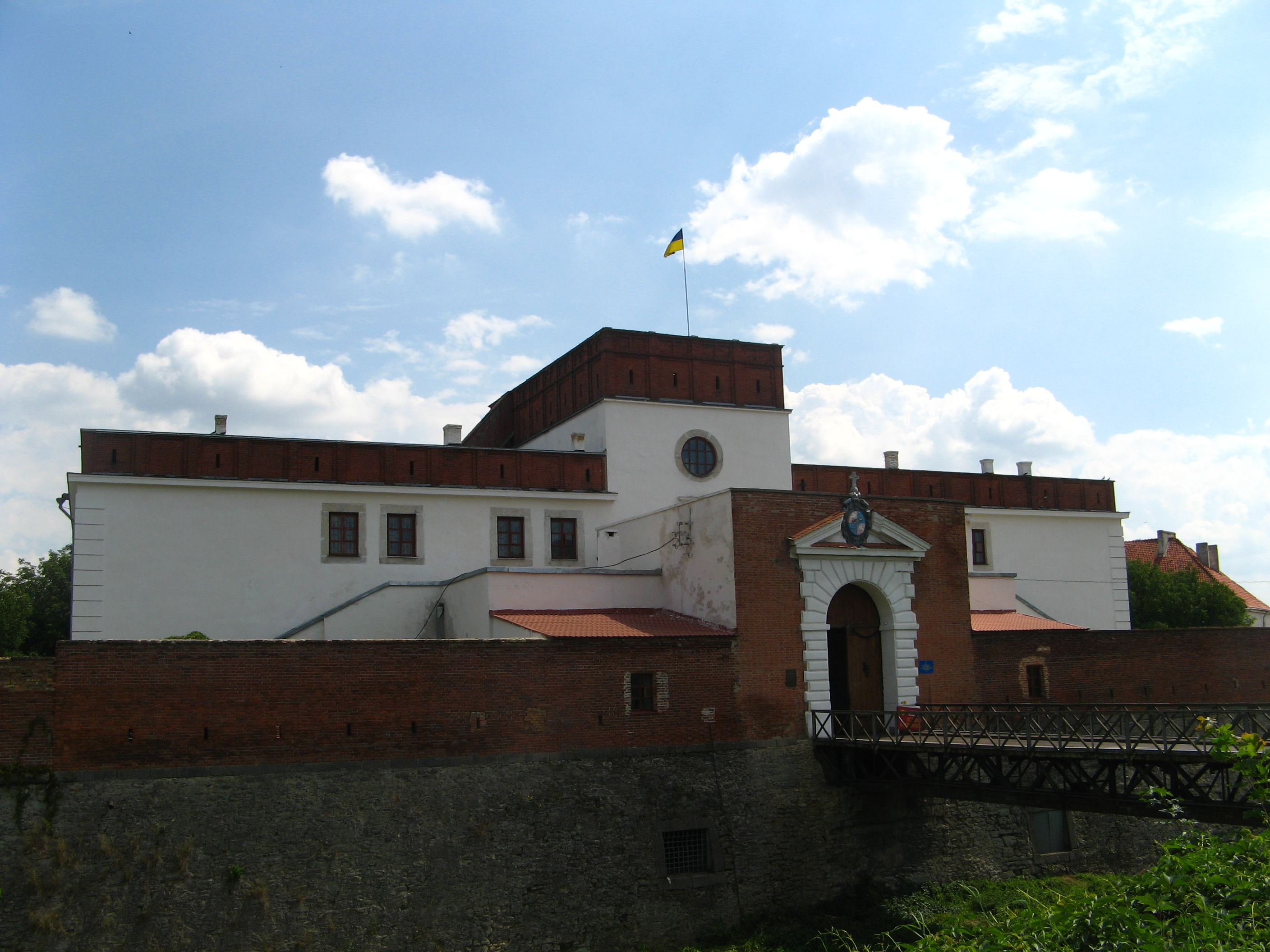
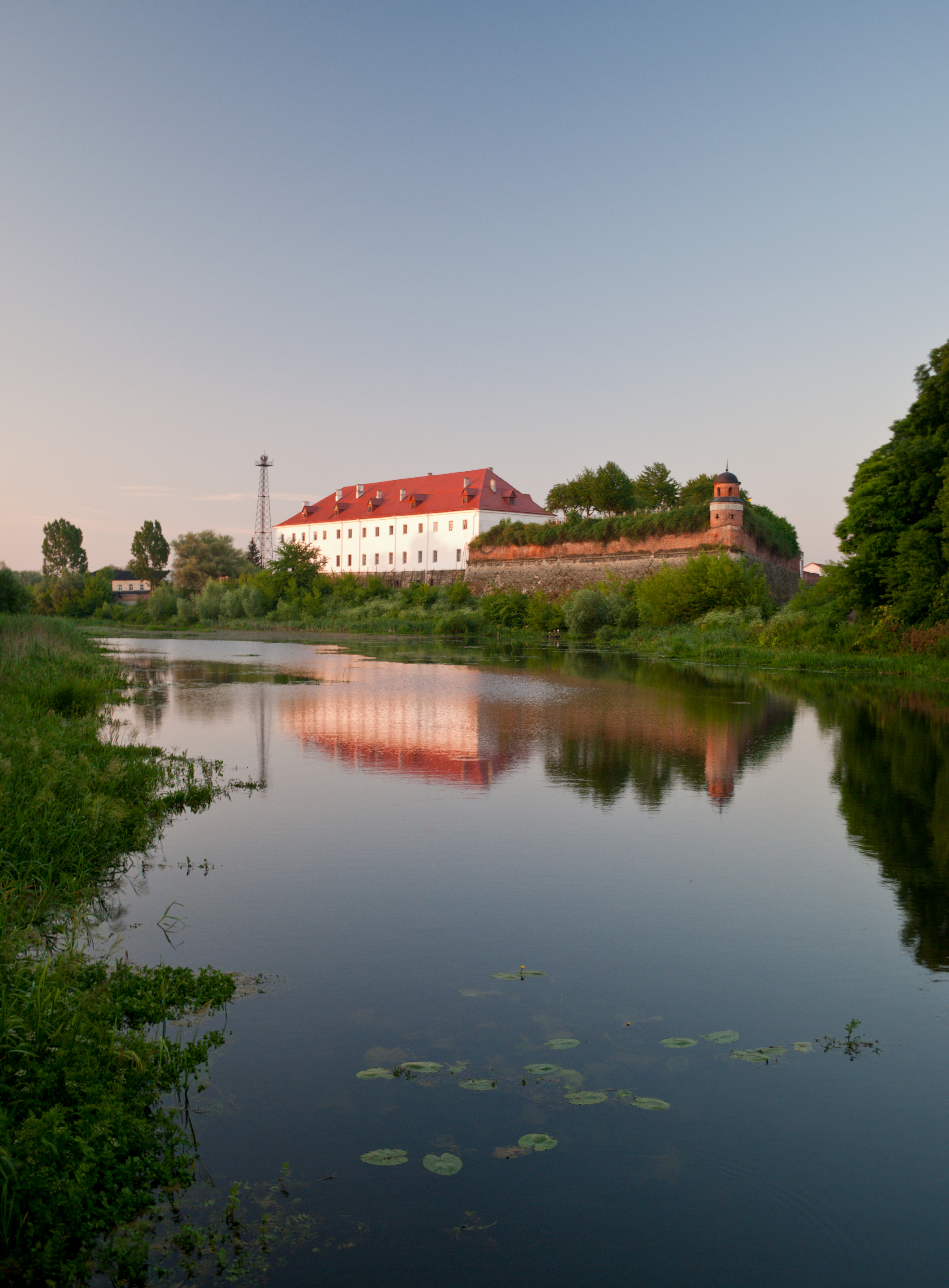
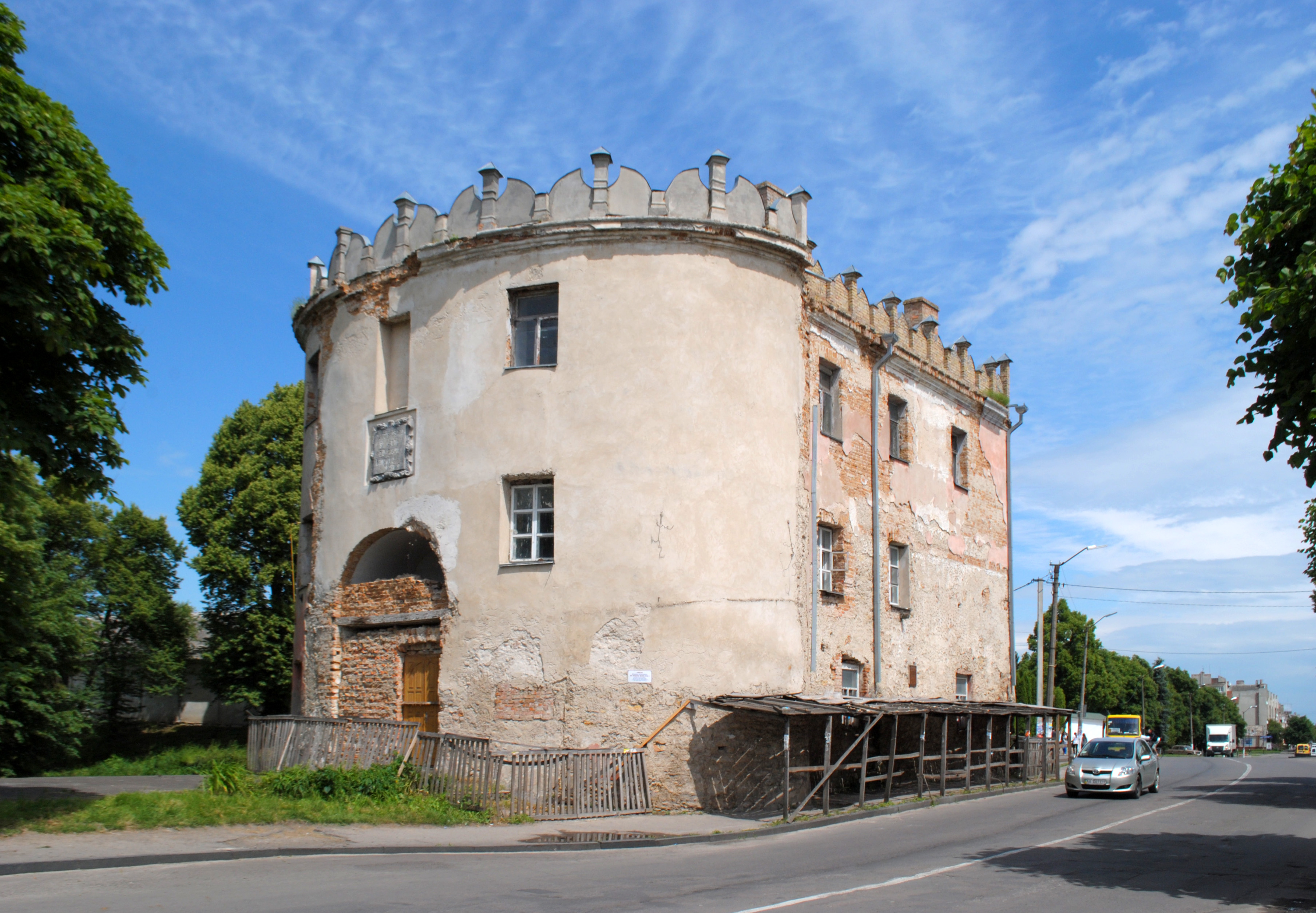
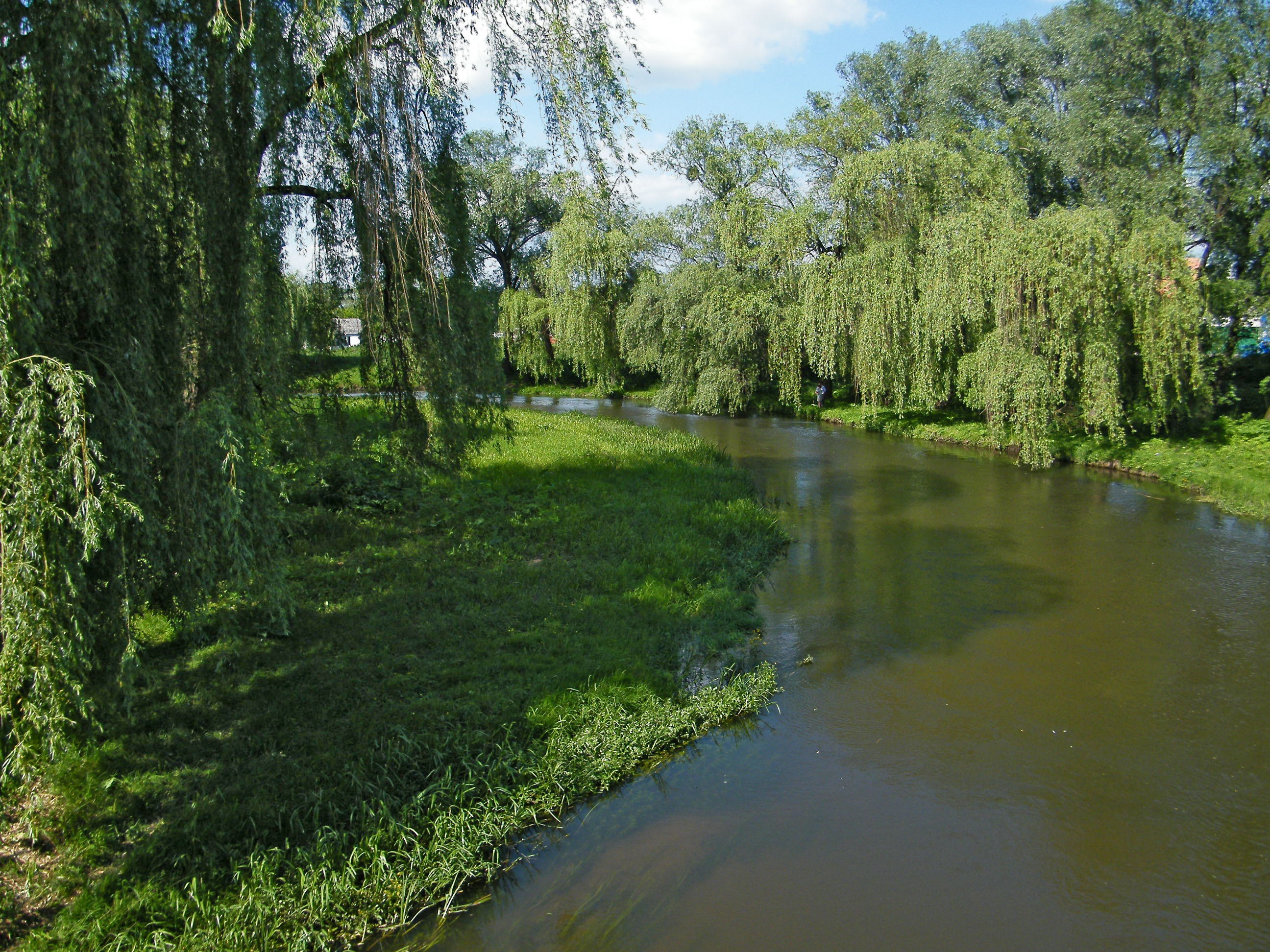
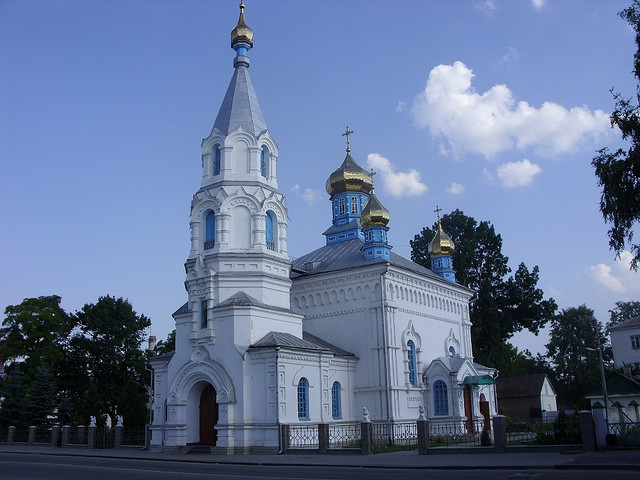
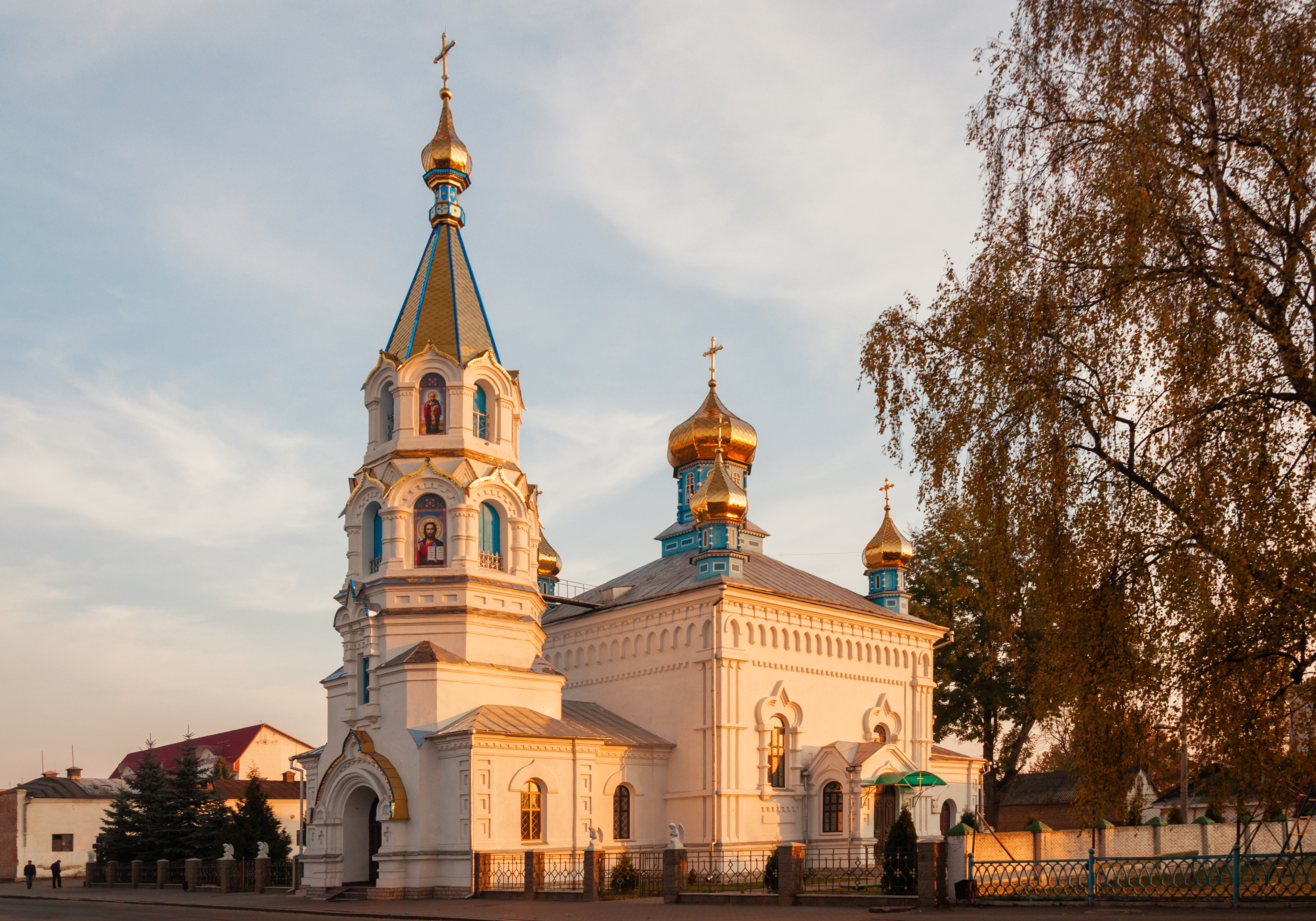
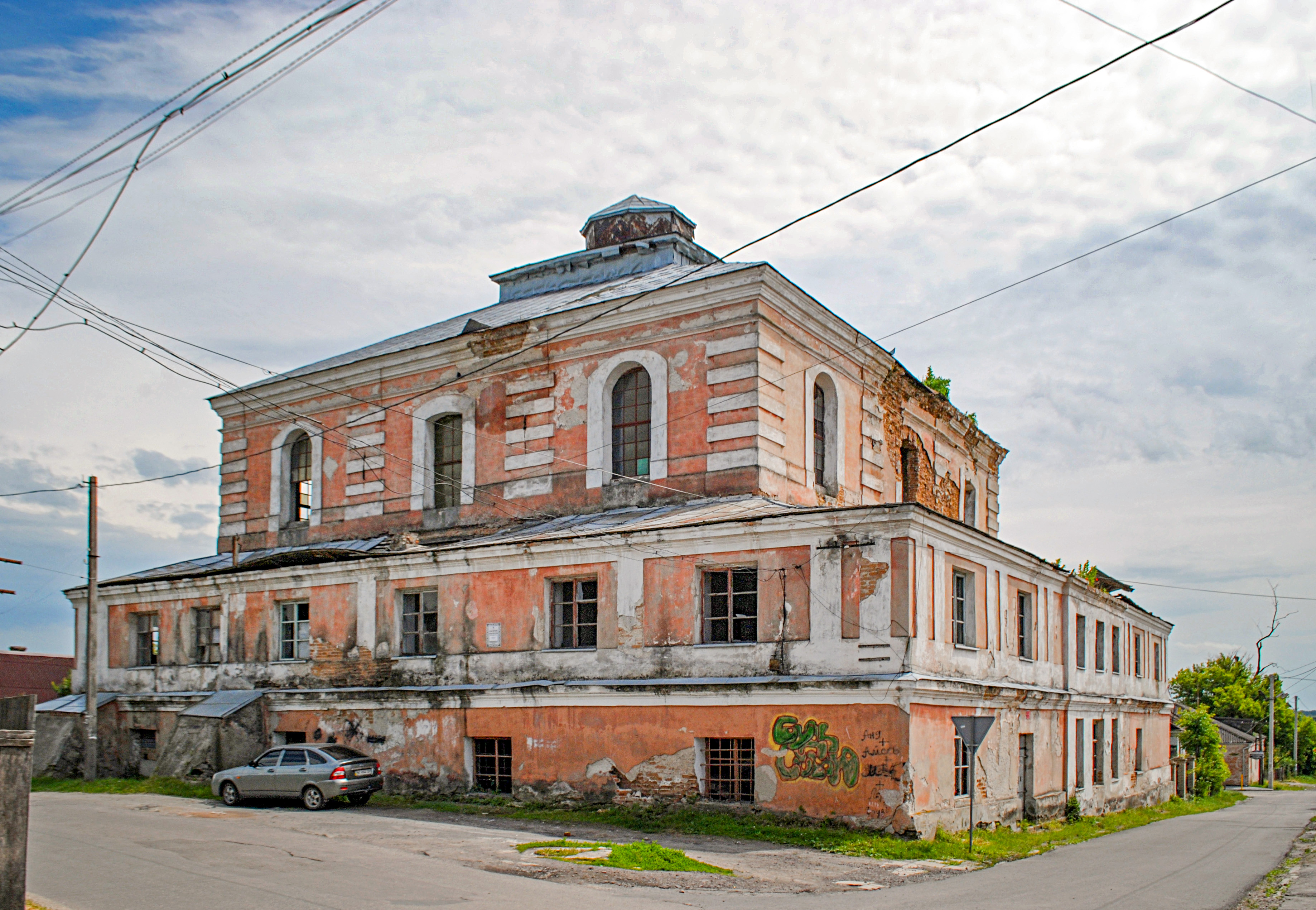
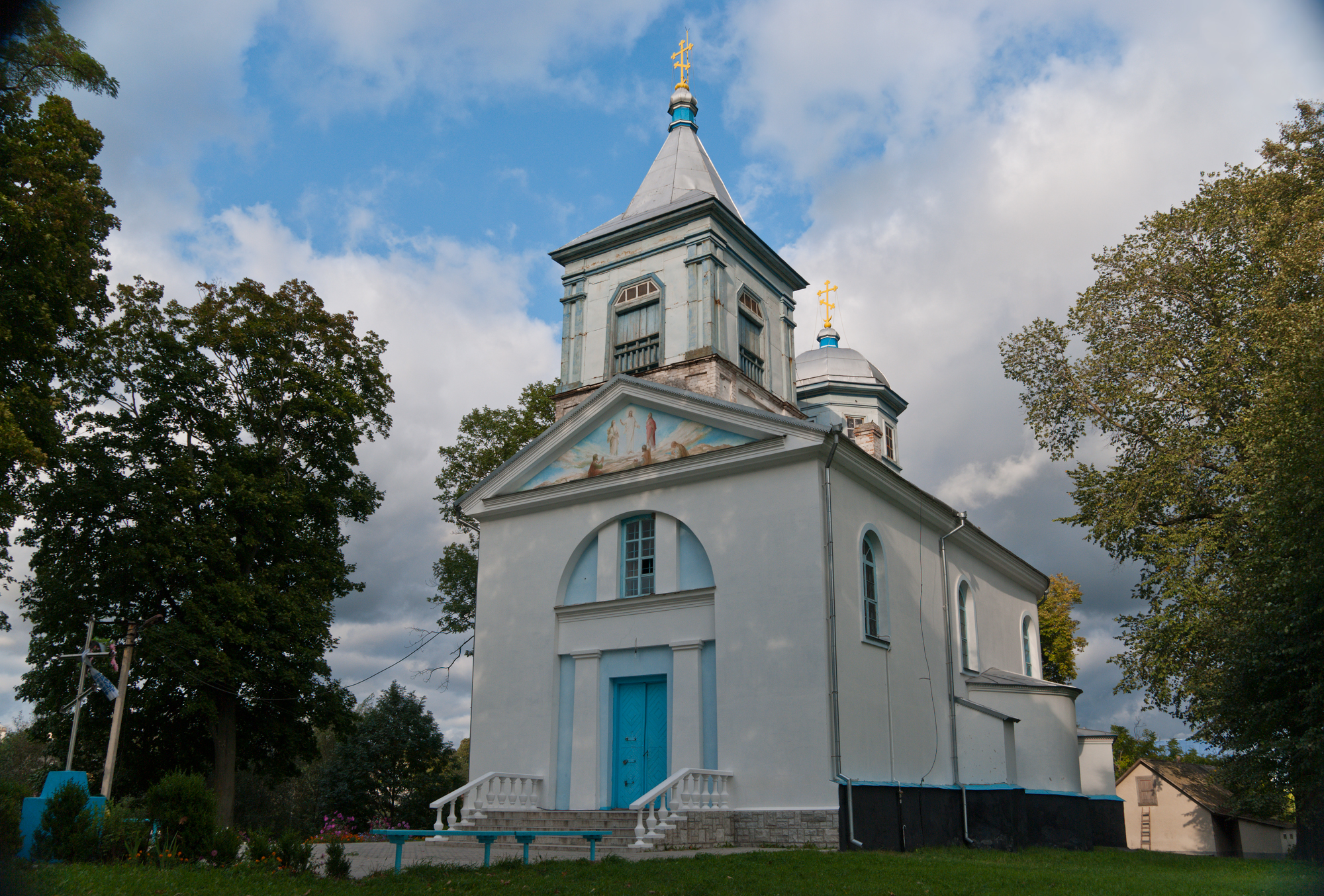
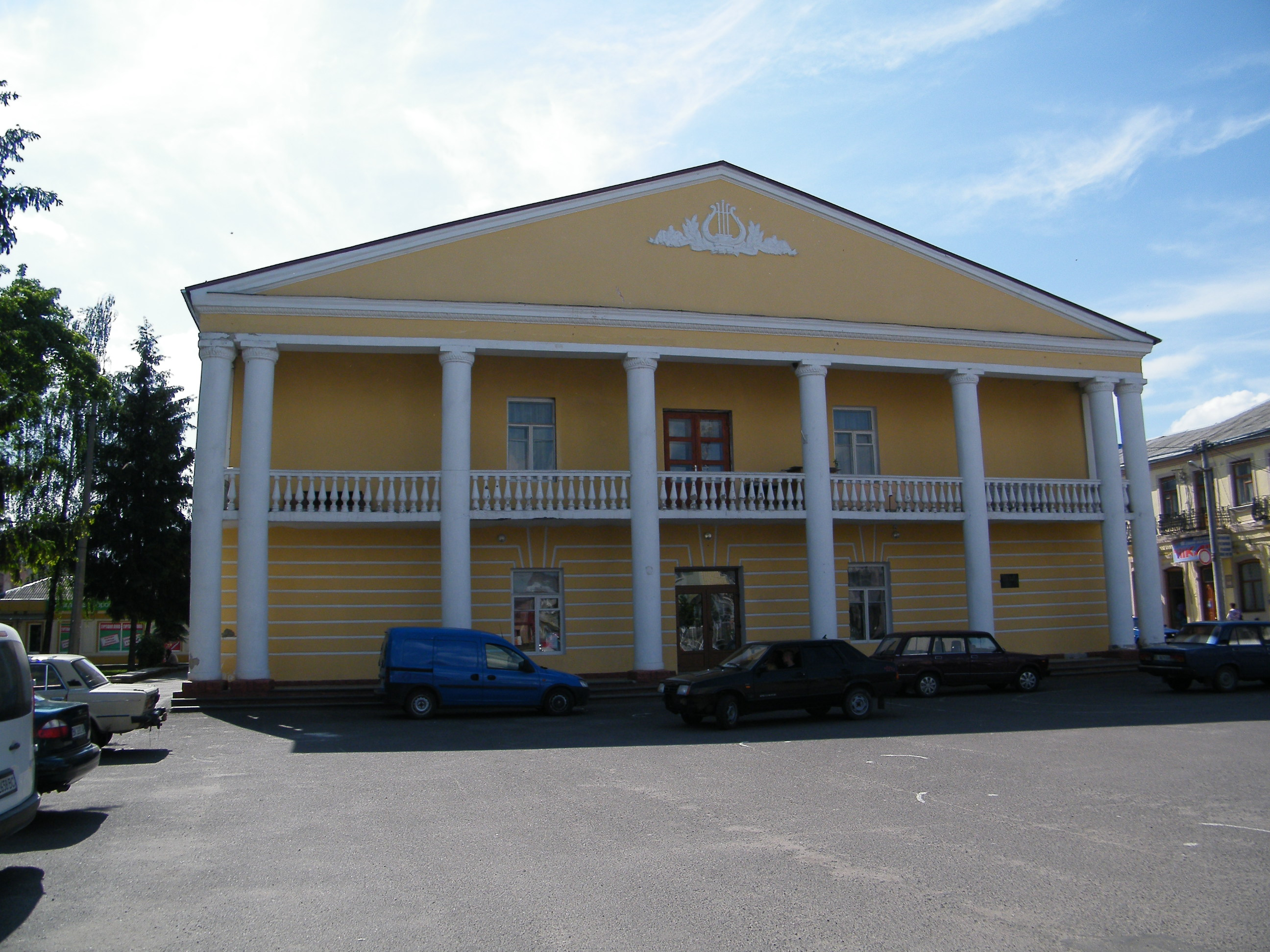
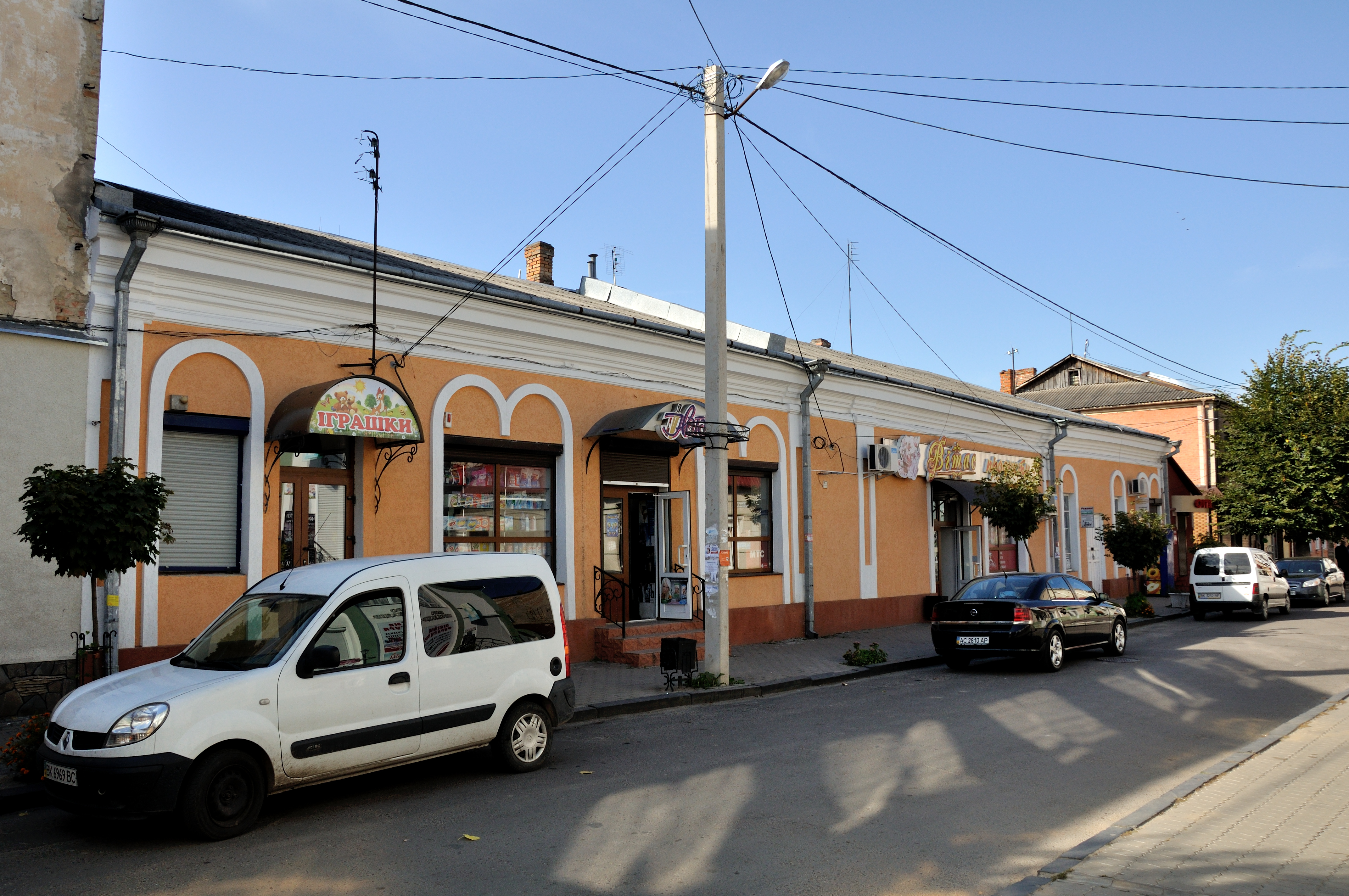
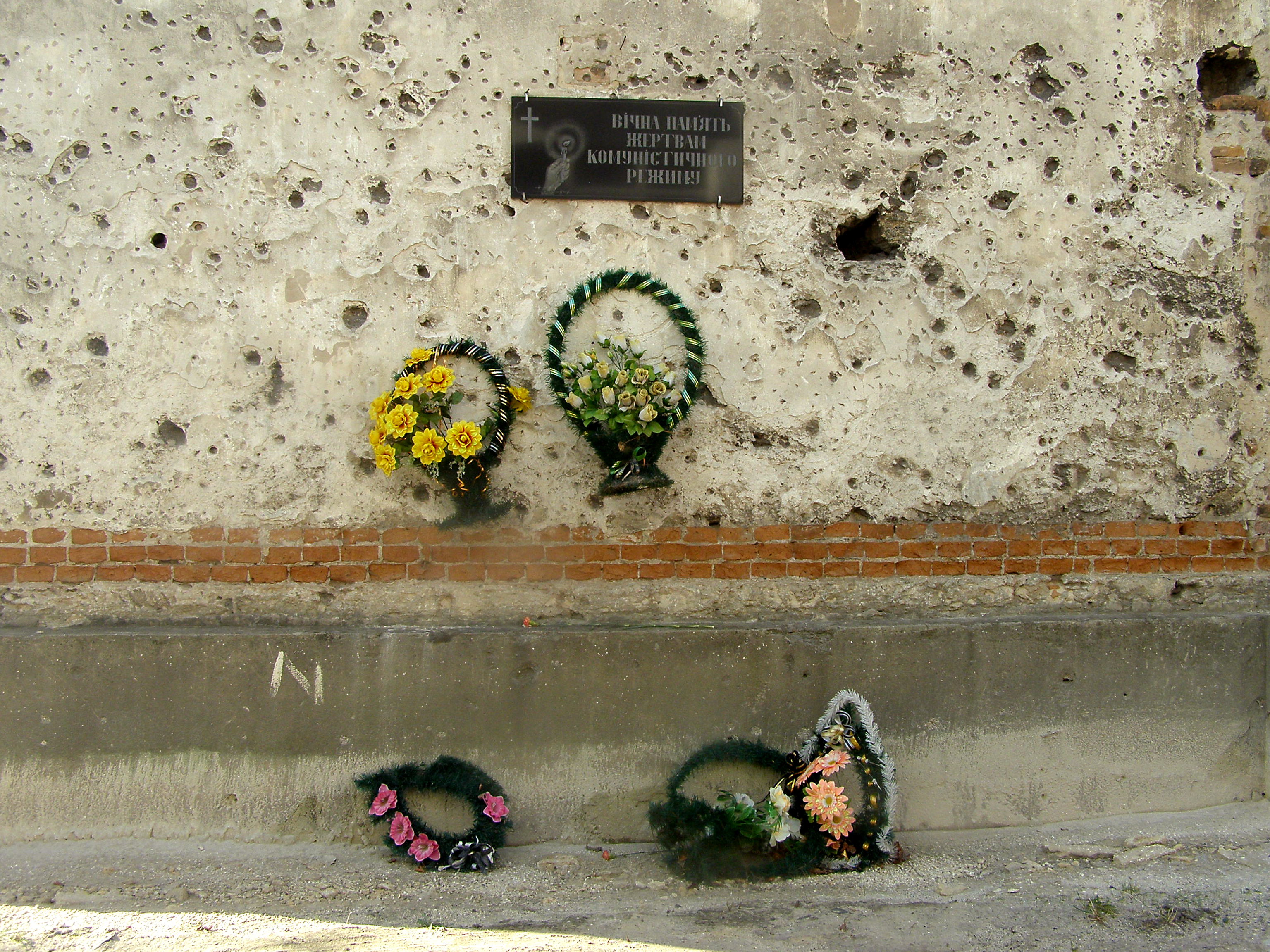
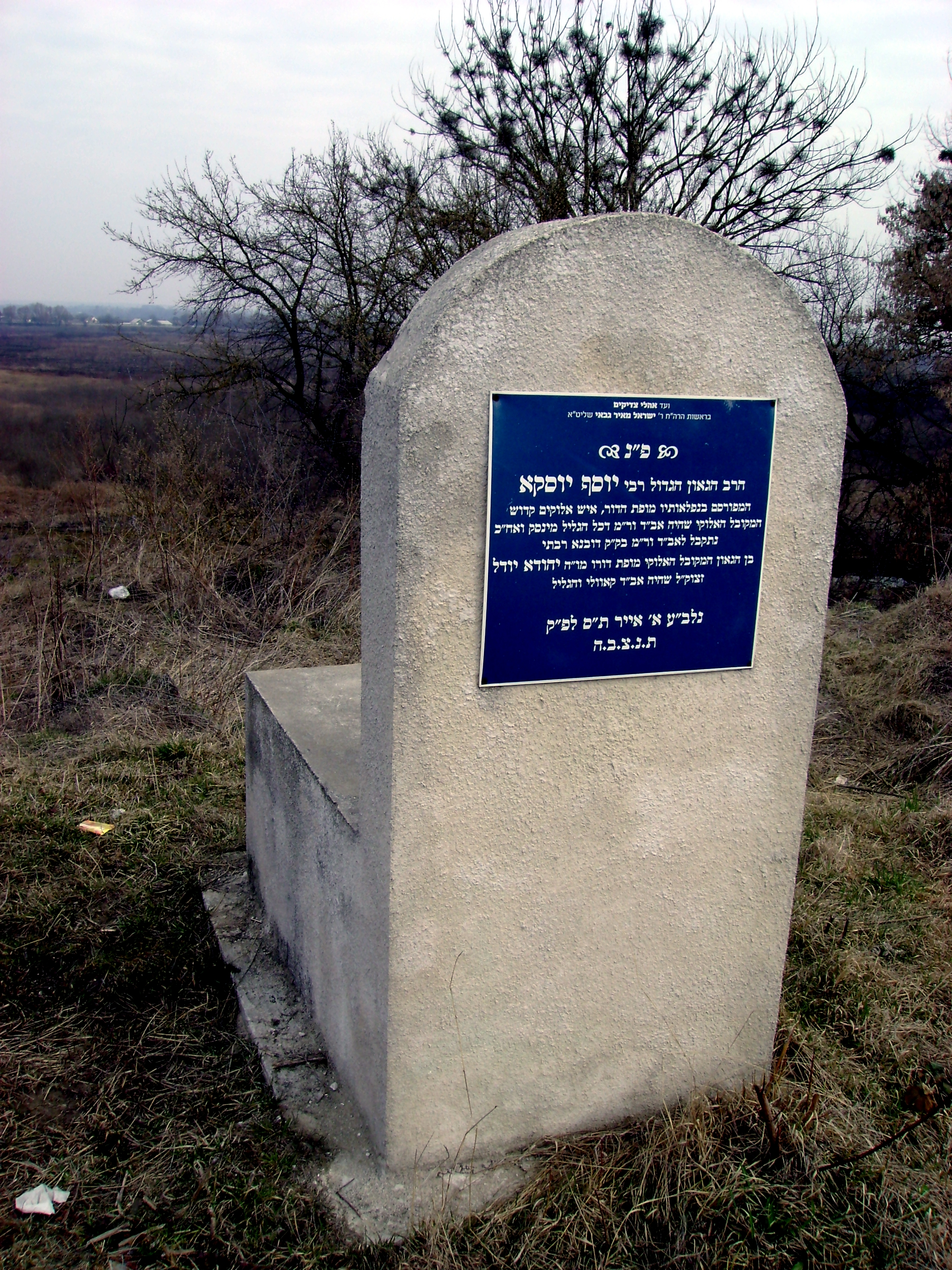

## 友好城市
- 波蘭 吉日茨科
- 波蘭 波德拉謝地區索科武夫
- 捷克 烏尼喬夫
- 保加利亚 貝洛格拉奇克